# Small Town Girl (1953)
Small Town Girl ist ein US-amerikanisches Musicalfilm aus dem Jahr 1953 unter der Regie von László Kardos. Busby Berkeley choreographierte einige Tanznummern. Bobby Van führte den denkwürdigen „Street Dance“ auf, bei dem er durch die ganze Stadt hüpfte. Der Film wurde für den Oscar für den besten Originalsong nominiert, „My Flaming Heart“, mit der Musik von Nicholas Brodszky und dem Text von Leo Robin.

## Handlung
Rick Belrow Livingston, der mit dem selbstverliebten Broadway-Star Lisa durchbrennen will, wird wegen zu schnellen Fahrens (innerorts mit 85 mph) in einer Kleinstadt zu 30 Tagen Gefängnis verurteilt. Durch Zufall lernt er die Tochter des Richters, Cindy Kimbell, kennen. Richard wird verhaftet und beginnt seinen Aufenthalt im örtlichen Gefängnis unter den wachsamen Augen eines Mannes, der sich Happy nennt. Er überredet Cindy, ihn für eine Nacht freizulassen, damit er Lisa besuchen kann, als Vorwand sagte er, dass er seine „arme Mutter“ an ihrem Geburtstag besucht. Nachdem Cindy eine Nacht mit ihm in New York verbracht hat, beginnt sie sich in Livingston zu verlieben. Zurück in Duck Creek, kurz bevor Richard wieder ins Gefängnis geht, küssen sich die beiden, was Happy sieht. Happy unterhält sich mit Papa Schlemmer, der hofft, dass sein Sohn Ludwig Cindy heiratet, sich niederlässt und sein Geschäft übernimmt, wenn er in Rente geht. Am nächsten Tag weist Papa Schlemmer Ludwig an, Cindy sofort einen Heiratsantrag zu machen. Cindy lehnt ab, und Ludwig ist so begeistert, weil er sie eigentlich gar nicht heiraten wollte, dass er überglücklich das Haus verlässt und wie auf einem Pogo-Stick durch die Straßen der Stadt tanzt. Dann geht Papa Schlemmer zum Richter, um Richard freizubekommen. Als der Richter merkt, dass Cindy sich wirklich in Richard verliebt hat, versucht er, Richard auf Bewährung freizulassen, aber Richard will im Gefängnis bleiben und seine Strafe absitzen. Der Richter gewinnt! Richard, gerade aus dem Gefängnis entlassen, geht zum Broadway, wo Lisa mit dem Lied und Tanz „My Gaucho“ auftritt. Sie glaubt, dass sie nun endlich heiraten können. Währenddessen reist Ludwig nach New York, um am Broadway seinen Durchbruch zu schaffen. Richard trifft Ludwig hinter der Bühne und die beiden unterhalten sich. Ludwig, der seinen Namen in Lionel geändert hat, erzählt von seinem Traum, in der Stadt berühmt zu werden. Richard schwärmt von Duck Creek. Ludwig fragt ihn: „Wenn du so verrückt nach Duck Creek bist, warum lebst du dann noch in New York?“, worauf Richard antwortet: „Das ist eine gute Frage“, während er in die Kamera starrt. In der letzten Szene befindet sich die Kirche von Duck Creek mitten im Sonntagsgottesdienst, Cindy singt im Chor den „Hallelujah Chorus“. Richard und seine Mutter betreten die Kirche und werden zusammen mit Cindys Familie in den Kirchenbänken begrüßt.

## Produktion
Der Country-Music-Star Hank Williams wurde Berichten zufolge von MGM-Produzent Joe Pasternak für die kleine Rolle des Sheriffs vorgeschlagen, die er jedoch ablehnte. Die Rolle wurde schließlich von Jonathan Cott gespielt. Kurz darauf traf sich Williams tatsächlich mit dem Präsidenten von MGM, Dore Schary, um über andere Angebote als Small Town Girl zu sprechen, aber Williams war bei dem Treffen „respektlos“, er weigerte sich sogar seinen Hut abzunehmen und das war das Ende von Williams’ Chancen auf Filmauftritte. Beide Ereignisse werden in dem Film I Saw the Light von 2015 als Vorfall dramatisiert. Williams starb im Januar 1953, drei Monate bevor Small Town Girl veröffentlicht wurde. Für die Rolle Rick Belrow Livingston standen Ricardo Montalbán, Peter Lawford, Van Johnson und Dean Miller im raum, am ende wurde Farley Granger von Samuel Goldwyn Productions für den Film ausgeliehen. Die Produktion ging von Mitte Juni bis Mitte Juli 1952. Im Film sind Lieder von Nat King Cole zu hören. 1955 verklagte der Produzent Alexander Pall MGM auf 900.000 Dollar Schadensersatz wegen Plagiats, da „Small Town Girl“ die Handlung seiner Originalgeschichte „Peaceville in Trouble“ übernommen habe. MGM hatte bereits 1936 einen Film mit dem Originaltitel Small Town Girl produziert, der auf dem gleichnamigen Roman von Ben Ames Williams basierte. Obwohl der Film von 1953 manchmal fälschlicherweise als Remake des Films von 1936 bezeichnet wird, haben die beiden Filme tatsächlich nur eine geringe Ähnlichkeit miteinander. 

## Einnahmen
Nach Angaben von MGM spielte der Film in den USA und Kanada 1.365.000 Dollar ein, in den anderen Ländern 762.000 Dollar, was einem Verlust von 287.000 Dollar entspricht.

## Kritik
Die Variety schrieb über den Film: „Small Town Girl verpackt eine einnehmende Runde leichter musikalischer Komödie und eine Handlung mit gerade genug Substanz, um die Aufmerksamkeit zu halten, ohne sich abzunutzen.“

## Hommagen
In den letzten Jahren wurde „Take Me to Broadway“ (auch bekannt als „Jumping Song“), gesungen von Bobby Van, in Werbespots und Musikvideos zitiert, unter anderem in einem Video zu Goldfrapps Song „Happiness“, in dem ein glücklicher Mann durch die Straßen springt, Menschen die Hand schüttelt und mit Mülltonnendeckeln spielt. Auch Peter Wolf hat diese Szene im Musikvideo zu seinem Song „Come As You Are“ aus dem Jahr 1987 nachgestellt. Bei den Tony Awards 2014 sprang Hugh Jackman in sein Intro und sah sich Bobby Vans Tanz auf einem Fernseher hinter der Bühne an. Die Nummer wurde 1985 in dem Film „That’s Dancing!“ von Jack Haley, Jr. gezeigt, einer Hommage an den Tanz im amerikanischen Film.